# Polsat Sport 1
Polsat Sport 1 (do 26 kwietnia 2024 jako Polsat Sport) – polska stacja telewizyjna o profilu sportowym, należąca do grupy kanałów Telewizji Polsat. Nadawanie sygnału rozpoczęła 11 sierpnia 2000.

## Historia
Powstanie kanału Polsat Sport ściśle wiąże się z faktem zakupu przez Telewizję Polsat praw transmisyjnych do dwóch wielkich imprez piłkarskich: Mistrzostw Świata Japonia/Korea 2002 i Ligi Mistrzów oraz Bundesligi i koniecznością ich odpowiedniego zaprezentowania.
Podkład muzyczny podczas opraw graficznych w latach 2005–2016 stanowił utwór Steve'a Everitta „Headhunters”. Jej główni komentatorzy to: Bożydar Iwanow, Roman Kołtoń, Jerzy Mielewski, Tomasz Włodarczyk, Tomasz Swędrowski, Karolina Szostak, Krzysztof Wanio i Paweł Wójcik, a dyrektorem stacji i całego pionu sportowego jest Marian Kmita. Ponadto do studia Polsatu Sport często zapraszani są również goście, będący ekspertami w danej dyscyplinie. Polsat Sport nadaje od 18 do 24 godzin programu na dobę w dni powszednie i do 24 godzin w weekendy, a jego sygnał dociera do około 2 mln abonentów Cyfrowego Polsatu oraz ponad 2 mln gniazd sieci telewizji kablowych w całym kraju. 15 października 2005 uruchomiono drugi kanał sportowy Polsatu Polsat Sport Extra (obecnie Polsat Sport 2), a od 12 października 2007 Polsat Sport nadaje również w jakości HD na oddzielnym kanale Polsat Sport HD.
7–8 lipca 2012, dzięki pojedynkowi Agnieszki Radwańskiej z Sereną Williams w finale Wimbledonu 2012 oraz spotkaniu półfinałowemu (z Bułgarią) i finałowemu (z USA) reprezentacji Polski siatkarzy w Lidze Światowej 2012 Polsat Sport zanotował rekordy oglądalności w ówczesnej 12-letniej historii.
26 kwietnia 2024 kanał zmienił nazwę na Polsat Sport 1.

## Logo
| Data wprowadzenia    | Opis | Logo |
| -------------------- | --- | ---- |
| 11 sierpnia 2000     | Żółty napis „SPORT” na niebieskim tle, litera „O” stylizowana w formie słońca. |      |
| 11 sierpnia 2003     | Żółty napis „SPORT” na niebieskim tle, pomarańczowa litera „O” stylizowana w formie kuli. |      |
| 14 stycznia 2005     | Szary napis „POLSAT”, poniżej mała czerwona kropka i stylizowany, niebieski napis „sport”. |      |
| 12 października 2007 | Szary napis „POLSAT”, poniżej mała czerwona kropka i stylizowany, niebieski napis „sport” z czerwonym dolnym indeksem „HD” tej samej wielkości.                                                                        |      |
| 10 czerwca 2016      | Klasyczny biały napis „POLSAT” w błękitnym prostokącie z zaokrągleniem w prawym-górnym rogu. Pod nim granatowy prostokąt z dwoma przeciwlegle zaokrąglonymi rogami z białym napisem „SPORT” i błękitną pionową kreską. |      |
| 30 sierpnia 2021     | Niebieskie (jasnoniebieskie i niebieskie w wersji gradientowej) paski tworzące kulę, pod nią niebieski napis „polsat sport”.                                                                                           |      |
| 26 kwietnia 2024     | Logo jest identyczne do tego obowiązującego w okresie od 30 sierpnia 2021 do 26 kwietnia 2024, lecz zmianie uległ napis pod logiem – „polsat sport 1”.                                                                 |      |

## Polsat Sport HD
12 października 2007 została uruchomiona testowa emisja kanału Polsat Sport HD. Jednak oficjalne uruchomienie kanału nastąpiło dopiero 14 sierpnia 2008, po otrzymaniu koncesji na nadawanie od KRRiT w kwietniu 2008 r. Polsat Sport HD był pierwszym kanałem uruchomionym w wysokiej rozdzielczości Telewizji Polsat i zarazem trzecim po Canal+ Sport HD i nSport+ kanałem sportowym w jakości HDTV w Polsce.
Jeszcze przed oficjalnym uruchomieniem w ramach testów Polsat Sport HD pokazał wszystkie mecze Euro 2008. Oferta programowa kanału różniła się od ramówki nadawanej na kanale Polsat Sport w jakości SDTV. Jednak 1 czerwca 2012 nadawca przekształcił odrębną dotychczas stację w wersję HDTV kanału Polsat Sport. Od tego dnia Polsat Sport HD jest retransmisją oryginalnego kanału Polsat Sport w czasie rzeczywistym, nadającym obraz w rozdzielczości 1080i i w proporcji 16/9.

## PolsatSport.pl
22 lutego 2013 powstał nowy portal sportowy PolsatSport.pl. Głównymi atutami portalu są najświeższe informacje ze świata sportu, galerie zdjęciowe, wybrane transmisje sportowe oraz materiały wideo. 2 września 2016 wystartowała oficjalna aplikacja Polsat Sport, która jest dostępna dla użytkowników systemu Android i iOS.

## Polsat Sport 2 i 3
Na czas Euro 2016 Polsat uruchomił dwa komercyjne kanały sportowe – Polsat Sport 2 i Polsat Sport 3. Rozpoczęły nadawanie 10 czerwca w dniu meczu otwarcia, a zakończyły 10 lipca, po finale. Dostęp do nich był dodatkowo płatny. Od 26 kwietnia 2024 pod tymi nazwami są nadawane kanały, które dawniej nadawały jako Polsat Sport Extra (obecnie Polsat Sport 2) oraz Polsat Sport News (obecnie Polsat Sport 3).

## Nadawane programy

### Obecnie

#### Siatkówka
- Mistrzostwa świata mężczyzn
- Mistrzostwa świata kobiet
- Mistrzostwa Europy mężczyzn
- Mistrzostwa Europy kobiet
- Liga Narodów mężczyzn
- Liga Narodów kobiet
- Puchar świata
- Klubowe mistrzostwa świata mężczyzn
- Klubowe mistrzostwa świata kobiet
- PlusLiga
- Tauron Liga
- Tauron 1. liga
- Serie A
- Puchar Polski
- Puchar Polski kobiet
- Superpuchar Polski
- Superpuchar Polski
- Puchar CEV
- Puchar CEV siatkarek
- Puchar Challenge
- Puchar Challenge siatkarek
- mecze towarzyskie reprezentacji Polski mężczyzn
- mecze towarzyskie reprezentacji Polski kobiet
- Eliminacje do ME kobiet i mężczyzn
- Eliminacje do MŚ kobiet i mężczyzn

#### Siatkówka plażowa
- World Tour (wyłącznie polskie edycje i World Tour Finals)
- Mistrzostwa Europy
- Mecze reprezentacji Polski

#### Piłka nożna
- Eredivisie
- Fortuna:Liga
- Major League Soccer
- Scottish Premiership
- Coupe de France
- Eliminacje do ME kobiet i mężczyzn
- Eliminacje do MŚ kobiet i mężczyzn
- Eliminacje do młodzieżowych ME U-17, U-19, U-21
- Mecze towarzyskie
- Turnieje towarzyskie
- Mecze reprezentacji Polski
- Liga Narodów UEFA
- Liga Europy UEFA od sezonu 2024/25 (kanały Polsat Sport Premium 1 i Polsat Sport Premium 2)[10]
- Liga Konferencji UEFA od sezonu 2024/25

#### Piłka nożna plażowa
- Puchar Interkontynentalny
- Euro Beach Soccer
- Klubowe Mistrzostwa Świata
- Eliminacje do ME kobiet i mężczyzn
- Eliminacje do MŚ kobiet i mężczyzn
- Mecze towarzyskie
- Turnieje towarzyskie
- Mecze reprezentacji Polski

#### Piłka ręczna
- Eliminacje do ME kobiet i mężczyzn
- Eliminacje do MŚ kobiet i mężczyzn
- Mecze towarzyskie
- Turnieje towarzyskie
- Mecze reprezentacji Polski

#### Koszykówka
- Euroliga
- Tauron Basket Liga
- Energa Basket Liga
- Intermarché Basket Cup
- Superpuchar Polski
- Mecz Gwiazd Polskiej Ligi Koszykówki
- Eliminacje do ME mężczyzn
- Eliminacje do MŚ mężczyzn
- Mecze towarzyskie
- Turnieje towarzyskie
- Mecze reprezentacji Polski

#### Kolarstwo
- Tour de Suisse
- Hammer Series
- Tour of Norway
- Memoriał majora Henryka Dobrzańskiego „Hubala”
- Tour de Pologne (od 2021 r.)[11]

#### E-Sport
- League of Legends Championship Series (Europa)

#### Boks
- Gale bokserskie z udziałem polskich bokserów
- Wojak Boxing Night
- Polsat Boxing Night
- Polski Boks Amatorski
- Gale boksu Tajskiego Gala DSF Martial Arts Contest
- walki organizowane przez grupę KnockOut Promotions
- walki organizowane przez grupę Sauerland Event
- walki organizowane przez telewizję HBO
- walki organizowane przez grupę Uniwersum
- walki organizowane przez grupę Top Rank

#### MMA
- UFC
- FEN

#### Tenis
- Wimbledon
- ATP World Tour Masters 1000
- ATP World Tour 500
- ATP World Tour Finals
- Turnieje towarzyskie

#### Rugby
- Puchar świata
- Rugby Europe International Championship
- Mistrzostwa Europy w rugby 7 mężczyzn
- Liga Mistrzów w Futbolu Amerykańskim
- Eliminacje do PŚ mężczyzn
- Eliminacje do PNE mężczyzn
- Mecze towarzyskie
- Turnieje towarzyskie
- Mecze reprezentacji Polski

#### Lekkoatletyka
- Diamentowa Liga
- wybrane mitingi lekkoatletyczne World Athletics Continental Tour

#### Sporty zimowe
- Puchar Świata w biathlonie
- Mistrzostwa świata w biathlonie
- Mistrzostwa świata juniorów w biathlonie
- Mistrzostwa świata w snowboardzie
- Mistrzostwa świata w narciarstwie dowolnym
- Mistrzostwa Europy w biathlonie
- Mistrzostwa Europy w snowboardzie
- Snowboard Burton European Open
- Snowboard U.S Grand Prix

#### Sporty motorowe
- MotoGP (sesje treningowe, kwalifikacje, sesja rozgrzewkowa, wyścigi)
- Moto2 (sesje treningowe, kwalifikacje, sesja rozgrzewkowa, wyścigi)
- Moto3 (sesje treningowe, kwalifikacje, sesja rozgrzewkowa, wyścigi)
- World Endurance Championship

#### Programy i magazyny
- Sport Flash − kilkuminutowy magazyn informacyjny ze świata sportu
- Kulisy sportu − wywiady ze znanymi przedstawicielami świata sportu
- Trans World Sport − magazyn sportowy
- Cafe Futbol − magazyn emitowany od 9 września 2007[12], w którym eksperci omawiają wydarzenia ze świata piłki nożnej z minionego tygodnia
- FIFA Futbol Mundial − magazyn piłkarski
- Magazyny lig piłkarskich − podsumowania, zapowiedzi i analizy meczów z lig piłkarskich w różnych krajach
- Gwiazdy futbolu − magazyn ze świata piłki nożnej
- Gala Tygodnika Piłka Nożna − coroczna gala piłki nożnej
- #7 Strefa − magazyn siatkarski
- Atleci − magazyn o lekkiej atletyce
- IAAF World Athletics − magazyn o lekkiej atletyce
- Puncher − magazyn sportów walki
- W Narożniku Polsatu − magazyn bokserski
- Sport Accord − gala sportowa organizowana przez światowe federacje sportowe
- ATP World Tour Uncovered − magazyn tenisowy
- Monster Jam − magazyn monster jam
- WRC Magazyn − magazyn rajdowych samochodowych mistrzostw świata
- FIS − magazyn sportów zimowych
- European Tour Weekly − magazyn golfowy
- Clip − humorystyczne migawki ze świata sportu